# Молком
«Молком» (молочный комбинат «Пензенский») — предприятие-переработчик молока в Пензенской области.
Пущено в эксплуатацию в 1985 году. Перерабатывает до 200 тонн молока в сутки. В 2012 году прибретено фирмой «Дамате» Наума Бабаева и Рашида Хайрова, в 2024 году в результате раздела бизнеса «Дамате» отошло Рашиду Хайрову.
Ориентировано на выпуск продукции для конечного потребителя, которая составляет более 90 % от общего объёма, в ассортименте свыше 50 наименований продукции. Для реализации продукции создана собственная розничная сеть из 14 магазинов.
В 2013 году мощности предприятия расширились за счёт приобретения сырного производства с плановой мощностью переработки до 250 тонн сырья в сутки.